# Alicia Ramírez (presentadora)
Alicia Ramírez Gomis (Cannes, Francia; 1 de enero de 1970) es una presentadora de televisión y actriz española que nació en Francia, pero ha desarrollado su carrera en España.

## Biografía

### Televisión
En 1990 comienza su carrera televisiva colaborando en el concurso Tria Tres de la autonómica valenciana, Canal 9, junto con el presentador Ximo Rovira. En esa misma cadena también colabora los años siguientes en programas como Paco, Paco, Paco, Moltes Gràcies y Passarella.
En 1997 da el salto a la televisión nacional para presentar junto a Constantino Romero el programa La parodia nacional. El programa de Antena 3 se mantuvo tres años en pantalla, repasando en clave de humor los acontecimientos más destacados de la semana en forma de canción satírica. Para la cadena de Planeta también colabora en los años 1999 y 2000 en el programa Lluvia de estrellas.
En el verano de 2000, Alicia es fichada por Tele 5, donde pasa a formar parte de la plantilla de El informal. Son recordadas sus imitaciones de Tamara Seisdedos en el programa, así como sus colaboraciones en sketches de humor. En la "cadena amiga" también presenta durante tres meses la revista diaria de humor Emisión Imposible, junto con el humorista Bermúdez. Alicia abandona la cadena de Mediaset a finales de 2001, año en que vuelve a Canal 9 a presentar el exitoso talk show Queda't amb mi.
Tras tres años en la autonómica valenciana, vuelve en 2005 a Antena 3, donde modera los debates en plató del programa Aventura en África. Además ha participado en distintas telepromociones, siendo las más destacadas las del Banco ING.
En enero de 2010 participa en la TV movie de Telecinco y dirigida por Fernando Colomo, El pacto.
En 2020 vente vuelve a la autonómica valenciana (ahora À Punt) para presentar "Jo en sé més que tú"

### Radio
Desde julio de 2015 y hasta septiembre de 2016, estuvo trabajando en la Cadena Cope. Primero, junto a Javi Nieves, en el segundo tramo de 'La Mañana de Cope' junto a profesionales como María de Meer, Carlos Gutiérrez, Paloma Serrano o Álvaro Montaner. A partir de septiembre, pasaría a formar parte del equipo del programa 'La Tarde', que dirige y presenta Ángel Expósito y en el que permaneció un año dentro del equipo.
Actualmente colaborara en el magacín matinal Más de uno de Onda Cero, junto a Juan Ramón Lucas.

### Teatro
Alicia ha participado en varias obras teatrales, principalmente en la Comunidad Valenciana. Algunas de estas obras son La viuda valenciana (2008), Altra Oportunidad, Cuerpo a la carta y Los intereses creados (2010), junto a José Sancho.